# Biskupstwo Liège
Biskupstwo Liège (niem. Fürstbistum Lüttich, fr. Principauté de Liège, łac. Dioecesis Leodiensis) – dawne państwo wchodzące w skład Świętego Cesarstwa Rzymskiego ze stolicą w mieście Liège (łac. Leodium) w dzisiejszej Belgii.

## Historia

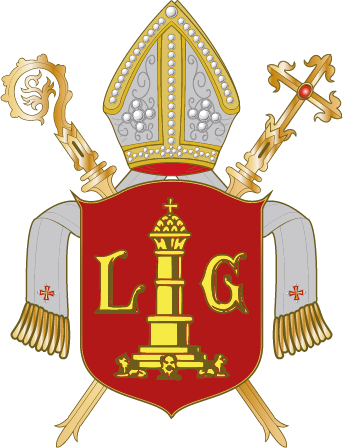
Herb Biskupstwa Liège

Terytorialnie biskupstwo pokrywało się z dzisiejszymi prowincjami: walońską Liège i flamandzką Limburgią.
Biskupstwo zostało założone około 315. W latach 972–1794 tworzyło samodzielne księstwo biskupie (podobne do Warmii). Pierwszą stolicą biskupstwa było miasto Tongeren, kolejną - Maastricht. Do Liège stolicę przeniósł biskup (późniejszy święty) Hubert w 717 (lub w 721). Księstwo nie wchodziło w skład Niderlandów, ale zależność od Burgundów, Habsburgów i później Francji wpływała na rozwój ich państwowości. 
W XIII i XIV wieku nastąpił rozwój górnictwa, produkcji broni i sukiennictwa. Od XIII do XVII wieku wybuchały powstania mieszczan przeciwko władzy biskupów. 
W 1447 biskupstwo Liège graniczyło od północnego zachodu z Księstwem Brabancji, od północnego wschodu z Księstwem Geldrii, od wschodu z księstwami Jülich i Limburgii, od południa z Księstwem Luksemburga i Królestwem Francji oraz od południowego zachodu z hrabstwami Hainaut i Namur.
W 1684 biskup Maksymilian Henryk z Wittelsbachów odebrał przywileje miasta i zapoczątkował rządy samowładne, które przetrwały do zajęcia księstwa przez wojska francuskie w 1792.
Na podstawie zapisów konkordatu podpisanego przez Napoleona Bonapartego i papieża Piusa VII w 1801 biskupstwo zostało rozwiązane. Nową diecezję powołano 10 kwietnia 1802 z dwóch departamentów Ourte i Meuse-Inférieure oraz kilku parafii z departamentu Forêts.
W 1967 zamieszkane przez Flamandów parafie odłączyły się i utworzyły nową diecezję Hasselt.

## Teraźniejszość
Obecnie istniejąca diecezja Liège wchodzi w skład archidiecezji Mechelen-Bruksela jako sufragania. Składa się z 525 parafii i liczy około 1 mln wiernych - głównie Walonów oraz mniejszości niemieckiej.
Najważniejsze miasta diecezji (oprócz Liège): Beringen, Bilzen, Borgloon, Bree, Châtelet, Ciney, Couvin, Dinant, Fosses-la-Ville, Hamont, Hasselt, Herk-de-Stad, Huy, Maaseik, Peer, Sint-Truiden, Stokkem, Thuin, Tongeren, Verviers, Visé oraz Waremme.